# Hellmut Froböß
Hellmut Gustav Eduard Gottrau Froböß (* 8. November 1884 in Seifersdorf, Landkreis Schweidnitz, Provinz Schlesien; † 17. Oktober 1956 in Düsseldorf) war ein deutscher Jurist. In der Zwischenkriegszeit war er Polizeipräsident der Freien Stadt Danzig und während des Zweiten Weltkriegs Präsident des Oberlandesgerichts Posen im deutsch besetzten Wartheland.

## Herkunft, Studium und Berufseinstieg
Froböß war der Sohn eines Amtsanwalts und Gutsbesitzers. Nach dem Ende seiner Schullaufbahn absolvierte er ein Studium der Rechtswissenschaft und legte 1908 die erste und 1913 die zweite juristische Staatsprüfung ab. Danach war er als Gerichtsassessor bei der Staatsanwaltschaft in Ratibor tätig. Obwohl kriegstauglich gemustert, wurde er nach dem Ausbruch des Ersten Weltkrieges nicht zur Armee einberufen. Stattdessen war er weiterhin bei der Staatsanwaltschaft tätig, unter anderem in Beuthen und Gleiwitz. Seine Leistungen im Justizdienst wurden als überdurchschnittlich beurteilt. Vom Kriegsdienst freigestellt wirkte er ab August 1916 aushelfend beim Kriegswucheramt in Breslau. Mitte März 1917 wurde er unter Beibehaltung seiner Tätigkeit im Kriegswucheramt zum Staatsanwalt am Landgericht Breslau befördert. Seit März 1917 war er mit der Fabrikantentochter Erna, geborene Brella, verheiratet. Das Paar bekam zwei Kinder.
Nach Kriegsende wurde er im Juli 1919 probeweise in der allgemeinen Staatsverwaltung Preußens tätig. Er war dem politischen Dezernat des Polizeipräsidiums Berlin zugeteilt. Anfang Januar 1920 wurde er endgültig in den inneren Verwaltungsdienst übernommen und zeitgleich zum Regierungsrat befördert, womit er aus dem Justizdienst ausschied. Kurzzeitig war er Mitglied der DNVP, die er 1920 wieder verließ. Er nahm als „reaktionärer Polizeibeamter aus Berlin“ im März 1920 am Kapp-Putsch teil. Ab Januar 1921 war er Referent im preußischen Justizministerium. Laut seiner Personalakte musste er im Frühjahr 1921 „wegen seiner nationalen Gesinnung“ aus dem preußischen Staatsdienst ausscheiden und zog anschließend nach Danzig.

## Polizeipräsident in der Freien Stadt Danzig

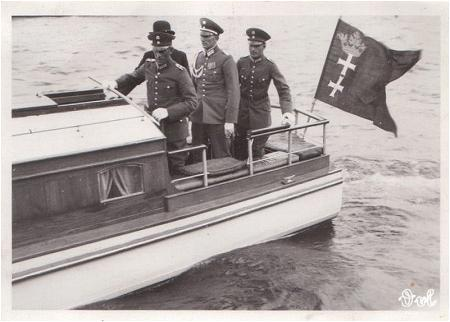
Froböß (Mitte) als Polizeipräsident

In Danzig trat er am 1. April 1921 als Polizeidirektor in den Polizeidienst der Freien Stadt Danzig ein, wo er zügig Karriere machte. Bereits drei Monate später war er Polizeipräsident in Danzig. Er stand zu dieser Zeit der dortigen Zentrumspartei nahe. Bis 1933 gehörte er dem Verein zur Abwehr des Antisemitismus an. Noch im Oktober 1932 hatte er das Erscheinen der NS-Zeitung Danziger Vorposten infolge eines Boykottaufrufs gegen jüdische Geschäfte vorübergehend untersagt. Dennoch förderte er die Neuausrichtung der Danziger Polizei nach „nationalsozialistischen Gesichtspunkten“; so konnten sich mit seiner Billigung Polizisten illegales NS-Schriftgut verschaffen und die verbotenen NS-Fachschaften der Polizei weiter konspirativ tätig werden.
Nach der Volkstagswahl in Danzig 1933, bei der die NSDAP die absolute Mehrheit erreichte, stellte sich Froböß in den Dienst der neuen NS-Machthaber. Als Polizeipräsident war er zuständig für die Vollstreckung von Publikations- und schließlich Parteiverboten, die rechtsstaatlichem Handeln zuwider liefen. Sein direkter Vorgesetzter war nun der Senator für Inneres Artur Greiser, der Froböß aufgrund seines strikten Vorgehens gegen die Oppositionsparteien als „klugen Juristen“ schätzte. So erließ er vorübergehend das Verbot der SPD-Zeitung Danziger Volksstimme und des Zentrum-Parteiorgans Danziger Landeszeitung. Für das Verbot der Danziger Volksstimme reichte beispielsweise schon ein dort erschienener Artikel über die Behinderung des SPD-Wahlkampfes durch die Polizei aus. Auch verfügte Froböß am 26. Mai 1934 die Auflösung der Danziger KPD samt ihren Unterorganisationen nach dem Vereinsgesetz, da angeblich KP-Funktionäre Waffen besessen haben sollen. Kurz vor dem Verbot der Danziger SPD am 14. Oktober 1936 wurden Froböß und der Leiter der Politischen Polizei Grötzner nach Berlin zitiert und kurz darauf 20 Gestapo-Beamte aus dem nationalsozialistischen Deutschen Reich bei der Danziger Polizei neu eingestellt. Auch in diesem Fall wurden SPD-Mitglieder des unbefugten Waffenbesitzes beschuldigt. Bei der Hausdurchsuchung des SPD-Parteibüros wurden schließlich Waffen gefunden und beschlagnahmt, die wahrscheinlich vorher von Polizeispitzeln dort versteckt worden waren.
Froböß initiierte 1937 das nationalsozialistische Polizeibeamtengesetz für Danzig, bei dessen Ausarbeitung er maßgeblich mitwirkte. Aufgrund dessen wurde er durch Reichsführer-SS Heinrich Himmler in den Ausschuss für Polizeirecht der Akademie für Deutsches Recht berufen. Auch war er im Ausschuss für Personen-, Vereins- und Schuldrecht tätig. Zum 1. Februar 1937 trat er der NSDAP bei (Mitgliedsnummer 3.774.145). Bereits seit Ende Februar 1934 war er förderndes Mitglied der SS. Des Weiteren gehörte er ab 1936 dem Bund Nationalsozialistischer Deutscher Juristen an und auch dem Reichskolonialbund. Im innerparteilichen Machtkampf zwischen dem Senatspräsidenten Artur Greiser und dem Gauleiter Albert Forster schlug er sich auf Greisers Seite, der im Gegensatz zu Forster eine „relativ gemäßigte Politik gegenüber der jüdischen Bevölkerung“ vertrat. Im September 1939 ordnete er die Entlassung jüdischer Gefangener aus Gestapohaft an. Froböß’ Einfluss innerhalb der Polizeibehörde schwand ab 1938 zunehmend aufgrund des wachsenden Einflusses der Berliner Gestapo. Vor dem Überfall auf Polen durch das nationalsozialistische Deutsche Reich beteiligte er sich an der illegalen Aufstellung von Einheiten in Danzig.

## Gerichtspräsident am Oberlandesgericht Posen
Nachdem Greiser infolge der deutschen Besetzung Polens nach Beginn des Zweiten Weltkrieges zunächst Chef der Zivilverwaltung und kurz darauf Gauleiter und Reichsstatthalter für den durch das Deutsche Reich annektierten Reichsgau Posen (ab Januar 1940 Warthegau) geworden war, wurde Froböß dort schon im Herbst 1939 als Justizkommissar mit dem Aufbau einer Justizverwaltung beauftragt. Zunächst mit der Wahrnehmung der Geschäfte betraut, wurde er am 11. März 1940 rückwirkend zum 1. Januar 1940 zum Präsidenten des Oberlandesgerichts Posen ernannt. Anfang April 1940 wurde er offiziell durch Reichsjustizminister Franz Gürtner in das Amt als Präsident des Oberlandesgerichts Posen eingeführt. Diese Amtsübernahme war von Greiser ausdrücklich erwünscht, denn Froböß sei ihm „bereits als Polizeipräsident in Danzig ein treuer Mitarbeiter, persönlicher Freund und Kamerad gewesen“ und habe „aus seiner langjährigen Tätigkeit bewährte Erfahrungen im deutschen Volkstumskampf für sein Amt“ mitgebracht. Während der Amtseinführung am 2. April 1940 versicherte Froböß aus der Justiz im Wartheland „ein Bollwerk des Deutschtums gegen den Osten zu machen“ und „jeden polnischen Einfluss auszuschalten“.
Maximilian Becker beschreibt das Wirken des Oberlandesgerichtspräsidenten wie folgt: Froböß trug „die Germanisierungs- und Entpolonisierungspolitik Greisers mit und unterstützte dessen Bestrebungen nach einer Einhegung der polizeilichen Machtbefugnisse zugunsten der Kompetenzen des Gauleiters. Froböß trat entschieden für eine gerichtliche Bestrafung des verbotenen Sexualkontakts zwischen Polen und Deutschen ein. Er unterstützte die Enteignung der polnischen Bevölkerung und übte Druck auf die ihm unterstellten Gerichte aus, diese Verfahren zu beschleunigen. Daneben beteiligte er sich mit (den vom Reichsjustizministerium eingeforderten Stellungnahmen) an der diskriminierenden straf- und zivilrechtlichen Gesetzgebung.“ Über die Mitgliedschaft in der NSDAP hinaus forderte Froböß von den ihm unterstehenden Richtern im OLG-Bezirk Posen ein besonderes Engagement für den Nationalsozialismus, indem diese „sich beratend und helfend zu aktiver Mitarbeit den Parteistellen zur Verfügung zu stellen“ hatten. Als Oberlandesgerichtspräsident oblag ihm die personelle Zusammensetzung der Gerichte. In diesem Zusammenhang soll er Richter nach Verhängung unzureichender Strafen „versetzt und aus der Strafgerichtsbarkeit abgezogen haben“. Im Warthegau war er zudem Gaurechtsberater und in dieser Funktion auch an der Erarbeitung neuer Gesetze und an der Mitwirkung von Verfahren, in die Parteimitglieder involviert waren, beteiligt. Im August 1940 übernahm er den Vorsitz des Justizprüfungsamtes Posen. Im Januar 1941 wurde er mit dem Kriegsverdienstkreuz II. Klasse ohne Schwerter ausgezeichnet. Die Verleihung des Kriegsverdienstkreuzes I. Klasse ohne Schwerter erfolgte im März 1944. Er war auch Träger des Deutschen Adlerordens.
Nachdem er Ende März 1944 infolge einer Musterung für kriegstauglich befunden wurde, betrieb er erfolgreich die Feststellung seiner Unabkömmlichkeit. Da ihn der Reichsjustizminister Otto Georg Thierack als „unersetzliche Fachkraft“ einschätzte und ihm eine „Führungs- und Schlüsselrolle“ attestierte, wurde Froböß im Mai 1944 unabkömmlich gestellt. Ab September 1944 gehörte Froböß dem Aufsichtsrat der Aufbaugesellschaft der Zuckerfabriken im Wartheland an. In der Endphase des Zweiten Weltkrieges setzte er sich vor der Schlacht um Posen und Evakuierung der deutschen Bevölkerung samt seiner Familie nach Berlin ab. Ende Januar 1945 übernahm er noch kurzzeitig kommissarisch den Posten als Generalstaatsanwalt des Oberlandesgerichts Breslau und ließ Häftlinge mit bis zu einjährigen Strafen aus der Haft entlassen. Diese Tätigkeit führte er kriegsbedingt vom Landgericht Görlitz aus. Im April 1945 wurde er noch nach Garmisch-Partenkirchen versetzt, wo sich eine Nebenstelle des Reichsjustizministeriums befand.

## Nach Kriegsende
Nach Kriegsende wurde Froböß am 17. Mai 1945 durch US-amerikanische Militärpolizisten festgenommen und in München sowie Augsburg in Haft genommen. Im Juni 1945 wurde er in das Internierungslager Ludwigsburg überstellt. Nach Entlassung aus der Internierung am 20. Juli 1946 bestritt er seinen Lebensunterhalt als Landwirtschaftsgehilfe im oberbayerischen Jasberg und wohnte danach vorübergehend in Lippstadt. Dort wurde er im Rahmen der Entnazifizierung am 25. Mai 1948 in die Kategorie V (Entlastet) eingeordnet. Aufgrund dessen erhielt er als Pensionär die vollen Versorgungsbezüge und trat in den Ruhestand. Er wurde jedoch ehrenamtlich am Oberverwaltungsgericht Münster tätig. Als Oberlandesgerichtspräsident a. D. war er Beisitzer im Ehrenrat der FDP, dessen Vorsitz er von 1951 bis 1953 übernahm. Zuletzt lebte er in Düsseldorf. Gegen ihn wurde 1953 ein Ermittlungsverfahren durch den Oberstaatsanwalt am Landgericht Düsseldorf eingeleitet, nachdem er der Rechtsbeugung beschuldigt worden war und als OLG-Präsident in laufende Verfahren eingegriffen haben soll. Dieses mit wenig Nachdruck betriebene Verfahren wurde jedoch „Ende September 1954 eingestellt, nachdem ihm mehrere ehemalige Richter des Warthegaus attestiert hatten, dass er nie richterliche Tätigkeiten ausgeübt hatte“. Ein 1955 eingeleitetes Disziplinarverfahren gegen ihn bezüglich einer Prüfung der Rechtmäßigkeit seiner Einsetzung als OLG-Präsident, wurde mit seinem Tod im Herbst 1956 eingestellt. Während des Verfahrens wurde seine Pension jedoch um 30 Prozent gekürzt.